# Amby Fogarty
Amby Fogarty (Dublín, 11 de setembre de 1933-4 de gener de 2016) va ser un entrenador i jugador de futbol irlandès que jugava en la demarcació de migcampista.

## Selecció nacional
Va jugar un total d'11 partits amb la selecció de futbol d'Irlanda. Va debutar l'11 de maig de 1960 en un partit amistós contra Alemanya Occidental que va finalitzar amb un resultat a favor del combinat irlandès per 0-1. A més va disputar la fase de classificació per a la Copa Mundial de Futbol de 1962 i de classificació per l'Eurocopa 1964, en la qual va jugar el seu últim partit amb la selecció contra Espanya.

## Clubs
| Club                 | País             | Any         | Partits | Gols |
| -------------------- | ---------------- | ----------- | ------- | ---- |
| Bohemians FC         | Irlanda          | 1953 - 1955 |         | 8    |
| Glentoran FC         | Irlanda del Nord | 1955 - 1957 |         | 10   |
| Sunderland AFC       | Anglaterra       | 1957 - 1963 | 152     | 37   |
| Hartlepool United FC | Anglaterra       | 1963 - 1966 | 127     | 22   |
| Cork Hibernians FC   | Irlanda          | 1966 - 1969 | 40      | 3    |
| Cork Celtic FC       | Irlanda          | 1969 - 1971 | 29      | 3    |
| Drumcondra FC        | Irlanda          | 1971 - 1972 | 15      | 4    |
| Bray Wanderers AFC   | Irlanda          | 1972 - 1974 |         |      |
| Athlone Town FC      | Irlanda          | 1974 - 1975 | 1       | 0    |